# جون دينيس ماكدونالد
جون دينيس ماكدونالد (بالإنجليزية: John Denis Macdonald)‏ هو جراح أيرلندي، ولد في 26 أكتوبر 1826، وتوفي في 1908.